# NGC 6768-1
NGC 6768-1 is een elliptisch sterrenstelsel in het sterrenbeeld Zuiderkroon. Het hemelobject werd op 4 augustus 1834 ontdekt door de Britse astronoom John Herschel.

## Synoniemen
- ESO 337-18
- MCG -7-39-10
- PGC 62997